# Skjutningarna vid Vårväderstorget
Skjutningarna vid Vårväderstorget var ett våldsdåd och dubbelmord som ägde rum den 18 mars 2015 i restaurangen Vår krog och bar vid Vårväderstorget i Biskopsgården i Göteborg.
Tre maskerade män tog sig in i restaurangen där många människor hade samlats för att se en fotbollsmatch på TV. Två av dem började skjuta med automatvapen. Två personer dog och åtta skadades.
Utredningen blev omfattande och innehåller sammanlagt 12 000 sidor. Sammanlagt åtta personer åtalades efter händelsen. Tingsrättens dom överklagades till Hovrätten för västra Sverige som den 22 december 2016 dömde sju personer för delaktighet i dådet, två mord och 24 mordförsök. Hovrätten kunde inte peka ut vilka av de inblandade som hade avlossat skotten. Två män, Adam Abdulahi och Ahmed Warsame, dömdes till livstids fängelse, två fick fängelse i 14 år, en i tolv år, en i tio år och en i fem år. En person friades.
Händelsen uppfattades som en del av ett pågående "gängkrig" i Göteborg och fick stor uppmärksamhet. Kriminologen Jerzy Sarnecki sade till exempel att skjutningen påminner om hur amerikanska gäng agerar: "Där kallas det drive by-shooting när man ger sig in i ett område och mejar ner allt som rör sig. Det som skedde i Göteborg var ovanligt brutalt för att vara i Sverige".
Några dagar efter skjutningen besökte statsminister Stefan Löfven Biskopsgården och brottsplatsen.
Händelsen på Vårväderstorget nämns bland skälen som regeringen redovisar i en lagrådsremiss om en tidsbegränsad vapenamnesti som planeras till år 2018.[uppföljning saknas] I lagrådsremissen skriver regeringen bland annat att illegala vapen används i uppgörelser mellan olika kriminella grupperingar, inte sällan på allmän plats med fara för allmänheten: "Ett exempel är den tragiska skjutningen på Vårväderstorget i Biskopsgården våren 2015, då flera oskyldiga skadades i samband med en kriminell uppgörelse som ledde till att två personer sköts till döds."